# Tadeusz Trojanowski
Tadeusz Hipolit Trojanowski (Polonia, 1 de enero de 1933-Varsovia, 10 de febrero de 1987) es un deportista polaco retirado especialista en lucha libre olímpica donde llegó a ser medallista de bronce olímpico en Roma 1960.

## Carrera deportiva
En los Juegos Olímpicos de 1960 celebrados en Roma ganó la medalla de bronce en lucha libre olímpica estilo peso gallo, tras el luchador estadounidense Terrence McCann (oro) y el búlgaro Nezhdet Zalev (plata).